# Criptolalia
La criptolalia es la alteración de la lengua hablada, mediante una clave concreta y convencional, con el objetivo de que un oyente que no la posea no pueda comprender el mensaje.
El uso de la criptolalia y de la criptografía, en psiquiatría, es observado en pacientes esquizofrénicos, que forman así un lenguaje privado.